# Асоціація індустрії гостинності України

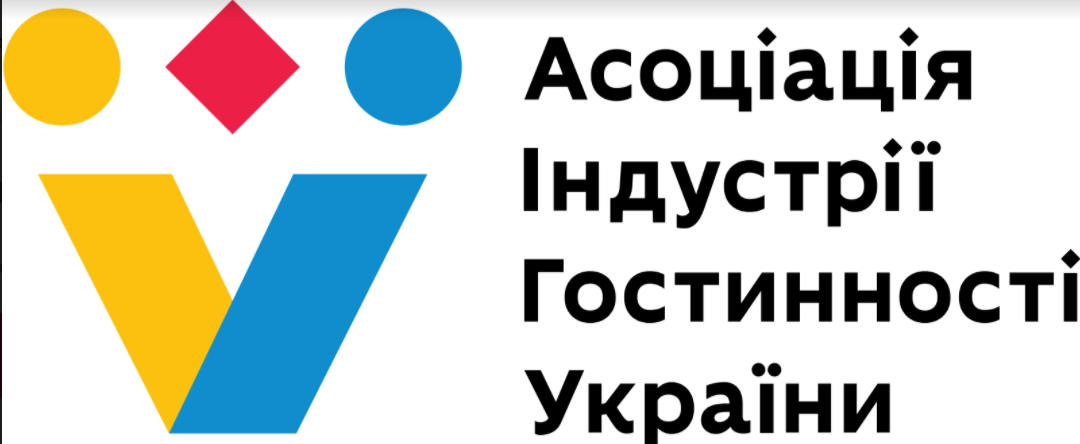
Логотип Асоціації Індустрії Гостинності України

Асоціація індустрії гостинності України (абр. АІГУ) — одна з найбільших туристичних асоціацій України. Громадська спілка АІГУ об'єднує більше 500 фахівців та практиків української туристичної індустрії з різних регіонів країни, у тому числі науковців у сфері розвитку туризму та гостинності.

## Місія
Зробити індустрію гостинності України вигідним та прибутковим бізнесом!
Асоціація гостинності стала однією з перших неприбуткових всеукраїнських туристичних організацій, яка сконцентрувалася саме на розвитку внутрішнього та в'їзного туризму, а також на допомозі регіональним громадам у розробці туристичних програм і стратегій.

## Керівництво
Головою Асоціації є експерт у галузі туризму, екс Міністр туризму і курортів АР Крим Олександр Лієв, виконавчою директоркою — доктор економічних наук, колишня очільниця підкомітету з питань туризму, курортів та рекреаційної діяльності Верховної Ради України Анна Романова.
До правління Асоціації входять загальнонаціонально відомі персоналії у сфері туризму. Наприклад, популярний екскурсовод Ервін Міден, незвичні екскурсії якого набирають мільйони переглядів у YouTube.

## Історія
Асоціація була заснована у 2014 році екс Міністром туризму та курортів Автономної Республіки Крим Олександром Лієвим, який змушений був покинути батьківщину після анексії Криму.
У 2016 році Асоціація створила перший всеукраїнський туристичний інтернет портал для підбору турів з внутрішнього туризму Zruchno.Travel.
У 2018 році Асоціація отримала окрему відзнаку Комітету Верховної Ради України за розвиток внутрішнього туризму.
У 2021 році Асоціація підписала Меморандум про співпрацю у сфері розвитку культурного туризму з Центральною спілкою українців Німеччини.

## Напрямки діяльності
Діяльність здійснюється по семи основних напрямках:
1. Розвиток українських туристичних дестинацій[11].
2. Розробка і просування туристичних продуктів[12].
3. Брендинг територій та розробка айдентики туристичних дестинацій[13].
4. Навчання представників індустрії та підвищення якості сервісу[14][15].
5. Консалтинг та адвокаційні кампанії.
6. Аналітика та розробка туристичних стратегій розвитку[16].
7. Забезпечення діяльності всеукраїнського туристичного порталу[17].

## Реалізовані проекти
У 2014 році Асоціація організувала «Ярмарок туристичних проектів» — проведення низки заходів, які спрямовані на ефективне використання туристичного потенціалу України.
У 2014—2021рр. — Асоціація проводила тренінги та навчання представників індустрії гостинності регіонів України. Було навчено більше 5000 представників сфери гостинності.
У 2016 році Асоціація індустрії гостинності України провела ґрунтовне маркетингове дослідження виїзного та внутрішнього ринку мешканців столиці, результати якого увійшли у стратегії туристичного розвитку різних регіонів та міст України.
У 2016 році Асоціація створила туристичний портал Zruchno.Travel, гаслом якого став заклик «Мандруй Україною!».
У 2017 році Асоціація розробила та промотувала українські туристичні продукти для китайського ринку у Пекіні та Шанхаї.
У 2018 році Асоціація здійснила проект «Discover your roots!» (з англ. «Відкрий своє коріння!») — розробила та презентувала український націонал-патріотичний туристичний продукт для представників української діаспори у Оттаві та Торонто.
У 2019—2020 рр. Асоціація за підтримки партнерів, зокрема програми USAID, реалізувала низку освітніх заходів: понад 50 тренінгів у різних куточках України (Бердянську, Генічеську, Кирилівці, Кропивницькому, Маріуполі, Мелітополі, Миргороді, Одесі, Поляні, Рівненщині, Сатанові, Слов'янську, Хмельницькому).
У 2020 році Асоціація Гостинності сприяла захисту української туристичної індустрії від наслідків пандемії коронавірусної хвороби COVID-19: було направлено понад 20 звернень до центральних органів виконавчої влади, які стосувалися відстоюванню інтересів галузі. Зокрема, було розроблено рекомендації щодо безпечної роботи українських готелів та санаторіїв.
У 2021 році Асоціація Гостинності розробила та презентувала у Маріуполі туристичний бренд Приазов'я. За словами розробників туристичний бренд регіону допоможе розширити туристичний сезон та розвивати туризм на територіях, які постраждали від російської агресії на Сході України

## Дорожня карта розвитку туризму Приазов'я
3 червня 2021 року відбулась пресконференція з нагоди презентації Дорожньої карти розвитку туристичної дестинації Приазов’я на 2021-2030 роки.
Коротко. На замовлення Проєкту USAID над Дорожньою картою працювала потужна команда найкращих експертів з туризму, практики і науковці, громадські діячі та підприємці, митці та курортологи. В Дорожній карті були враховані професійні оцінки та рекомендації, визначення, бачення, пріоритети стейкхолдерів Приазов’я. Також були проведені експертні фокус-групи, консультації, обговорення, в яких активну участь брали представники індустрії гостинності Приазов’я, органів місцевого самоврядування, громадські діячі та експерти.
Проєкт USAID підтримує розвиток туризму в Приазов’ї шляхом реалізації широкомасштабної чотиристоронньої програми, яка сфокусована на:
- сприянні розвитку туристичних продуктів;
- створенні сприятливих умов маркетингу туристичних продуктів у регіоні Приазов’я;
підвищенні досконалості туристичних продуктів;
заохоченні партнерства в галузі туризму.
Ключовими локаціями для розвитку нових туристичних продуктів регіону стануть: Маріуполь та його околиці, Бердянськ, Кирилівка, Мелітополь, Генічеськ, Арабатська стрілка і національні природні парки, які розташовані на узбережжі Азовського моря.
Організатор: Проєкт «Економічна підтримка Східної України» (USAID ERA).
Учасники:
Олександр Лієв - консультант Проєкту USAID "Економічна підтримка Східної України", експерт з розвитку туристичних дестинацій, кандидат наук держуправління, Голова Асоціації Індустрії Гостинності України;
Анна Романова - консультантка Проєкту USAID "Економічна підтримка Східної України", доктор економічних наук, експертка розвитку туристичної індустрії та конкурентоспроможності територій, виконавча директорка Асоціації Індустрії Гостинності України;
Тетяна Тимошенко - консультантка Проєкту USAID "Економічна підтримка Східної України", кандидат наук держуправління, Голова Ради Всеукраїнської федерації роботодавців у сфері туризму, експерт з питань розвитку громад і територій;
Андрій Тичина - консультант Проєкту USAID "Економічна підтримка Східної України", журналіст, редактор туристичних програм Українського Радіо, головний редактор Національного Туристичного порталу Zruchno.Travel, експерт з туристичних продуктів;
Віолетта Янішевська - консультантка Проєкту USAID "Економічна підтримка Східної України", лікарка, МВА, експертка з медичного та оздоровчого туризму, Президент Всесвітньої Асоціації Медичного Туризму – Global Healthcare Travel Council (GHTC), президент Української Асоціації Медичного Туризму;
Дмитро Буланов - експерт з туристичного брендування та айдентики, директор Bulanov Buro.
Модератор:
Олександр Файнін - керівник сектору туризму Проєкту USAID "Економічна підтримка Східної України", експерт з кластерного розвитку туризму, міжнародний радник Європейського Банку Реконструкції та Розвитку, експерт Єврокомісії.
Довідково. Проєкт USAID «Економічна підтримка Східної України» розрахований на шість років. Після конфлікту на Сході України, Проєкт USAID надає можливість місцевим жителям покращувати рівень життя та розвивати бізнес у перспективних галузях економіки, а також виходити на нові ринки в Україні, Європейському Союзі (ЄС) та за їх межами. Проєкт робить особливий наголос на роботі з внутрішньо переміщеними особами (ВПО), жінками, молоддю, ромами, та іншими малопредставленими групами, щоб забезпечити їх участь в економічному успіхові регіону. За більш детальною інформацією можна відвідати сторінку Проєкту у Facebook: https://www.facebook.com/ERAUkraine
У Києві представили Дорожню карту розвитку туристичної дестинації Приазов’я
Проєкт USAID «Економічна підтримка Східної України» представив Дорожню карту розвитку туристичної дестинації Приазов’я на 2021-2030 роки, стратегічна мета якої зробити туризм провідним сектором економіки регіону, що забезпечує якісну зайнятість населення.
Дорожню карту представили її розробники на пресконференції в Укрінформі.
До найбільших проблем туристичної сфери Приазов’я експерти включили: імідж небезпечного регіону країни, застарілу та недостатньо розвинену транспортну інфраструктуру, безсистемну забудову курортних територій, відсутність маркетингової стратегії дестинації та кооперації місцевого туристичного бізнесу, застарілу базу для санаторно-курортного відпочинку.
«Подолання занепаду традиційних галузей на сході України та у Приазов’ї, диверсифікація економіки є одними з пріоритетних напрямків роботи Проєкту USAID, саме тому ми підтримуємо розвиток туризму Приазов’я. Ми віримо, що в регіоні є можливості для побудови та успішної реалізації стратегії розвитку туризму, і сподіваємось, що Дорожня карта стане вектором розвитку для всіх стейкхолдерів індустрії гостинності Приазов’я. Адже над розробкою цього документа, ініційованого Проєктом USAID, працювала потужна команда найкращих експертів з туризму, практики та науковці, громадські діячі та підприємці, митці та курортологи», - зазначив керівник сектору туризму Проєкту USAID «Економічна підтримка Східної України», експерт з кластерного розвитку туризму, міжнародний радник Європейського банку реконструкції та розвитку, експерт Єврокомісії Олександр Файнін.
Дорожня карта розвитку туристичної дестинації Приазов’я базується на системі кластерного управління туристичною макродестинацією, а також передбачає смартспеціалізацію регіонів, визначаючи напрямки та пріоритети розвитку територій на базі доступних активів та ресурсів. Такий підхід, на думку розробників, допоможе припинити існуючу деструктивну конкуренцію між регіонами Приазов’я, а також зробити вибір напрямків для інвестування.
Згідно з документом, за спеціалізацією регіони Приазов’я пропонується розподілити на шість категорій, яким відповідають певні туристичні продукти, тривалість відпочинку та вимоги до ключових локацій.
Наприклад, Бердянську та курортним територіям Генічеського району, які мають відповідні природно-лікувальні ресурси, рекомендується сфокусуватись на санаторно-курортних продуктах, оздоровчих турах, реабілітаційних програмах з тривалістю відпочинку від п’яти діб. Водночас Маріуполь як туристичне місто зможе запропонувати цілорічні тури вихідного дня та конференц-сервіс на 2-3 дні, Арабатська Стрілка стане чудовою локацією для проведення музичних фестивалів, спортивних подій, екстремальних шоу.
«Як керівник групи авторів Дорожньої карти та як фахівець, щиро вірю в туристичну перспективу Приазов’я. Цей український регіон має високу концентрацію рекреаційних ресурсів, яку сміливо можна порівнювати з Кримським півостровом, Карпатами або регіонами Чорномор’я. Сьогодні потужний потенціал Приазов’я не реалізований і навіть не оцінений повною мірою. Тому саме місцеві громади мають брати на себе ініціативу й активно діяти, аби стати конкурентною й успішною туристичною дестинацією. Адже розвиток туризму в регіоні можливий виключно за умови відповідного бажання жителів. І ми бачимо на сьогодні таке бажання в усіх громадах Приазов’я», - наголосив консультант Проєкту USAID «Економічна підтримка Східної України», експерт з розвитку туристичних дестинацій, голова Асоціації індустрії гостинності України Олександр Лієв.
Дорожню карту пропонується імплементувати у кілька етапів протягом 2021-2030 років, що дозволить збільшити загальний туристичний потік до 5 млн туристів на рік, водночас середній термін їх перебування у Приазов’ї становитиме 12 діб, а сам курорт працюватиме 9 місяців на рік, 6 з яких активні. Це сприятиме зростанню виручки підприємств індустрії гостинності та місцевих бюджетів громад Приазов’я, збільшенню кількості готелів, що пройшли категоризацію відповідно до Національних стандартів України, а туристичний бренд Приазов’я буде впізнаваним та відповідатиме запитам і вимогам туристів за всіма показниками, включаючи продукти та товари місцевого виробництва.